# Leopoldo Galtieri
Leopoldo Fortunato Galtieri Castelli, argentinski general, * 15. julij 1926, Caseros, † 12. januar 2003, Buenos Aires.
Galtieri je bil vrhovni poveljnik Argentinske kopenske vojske (1981–1982) in predsednik Argentine (1981–1982).